# Blanche Épiphanie
Blanche Épiphanie est une série de bande dessinée érotico-humoristique française écrite par Jacques Lob et dessinée par Georges Pichard.

## Historique
La publication a débuté en 1967 dans V Magazine et le dernier album est paru en 1987 aux Éditions Dominique Leroy, la série étant définitivement à l'arrêt à partir de 1990, à la suite du décès du scénariste Jacques Lob. Il y aura également un album collector intitulé La bête des volcans, publié en édition limitée (50 exemplaires) en 2019 chez l'éditeur Regard. Au fil du temps, il y aura eu de nombreuses rééditions ainsi que la publication de trois intégrales chez l'éditeur La Musardine entre 2011 et 2014.

## Synopsis
Blanche Épiphanie est une jeune orpheline opulente qui se retrouve à la rue après avoir refusé de céder aux avances de son tuteur, le banquier Adolphus. Elle rencontre alors Défendar, un justicier sympathique avec lequel elle vit diverses aventures.

## Divers
La série a inspiré en 1974 à Henri Salvador une chanson homonyme, écrite par Lob, Pichard et Bernard Michel,

## Publications
- 1. Blanche Épiphanie -1-, SERG, 1972. Plusieurs rééditions : Les Éditions du Fromage (1980), Dargaud (1984), J'ai lu BD, en format poche (2005)
- 2. Blanche Épiphanie -2-, Les Éditions du Fromage, 1976. Plusieurs rééditions.
- 3. La Croisière infernale, Les Humanoïdes associés, 1977. Réédition en 1985 (Dargaud).
- 4. Blanche à New-York, Les Humanoïdes Associés, 1980.
- 5. Le Cavalier noir, Éditions Dominique Leroy, 1987.
- 6. La Bête des volcans, Regards, 2019. Tirage limité à 50 exemplaires.
- INT1. Intégrale tome 1, La Musardine, 2011[3],[4]
- INT2. Intégrale tome 2, La Musardine, 2011.
- INT3. Intégrale tome 3, La Musardine, 2014.